# SOV34
Xperia XZ SOV34 (エクスペリア エックスゼット エスオーブイ サンヨン) は、ソニーモバイルコミュニケーションズによって開発された、auブランドを展開するKDDIおよび沖縄セルラー電話の第3.9世代移動通信システム (au 4G LTE/au VoLTE)、第4世代移動通信システム (au 4G LTE CA/WiMAX2+) 対応スマートフォンである。

## 概要
グローバルモデルであるXperia XZの日本国内ローカライズモデルであり、auではSOV33の事実上の後継機種となる。
従来機種でも採用されていたQnovo社のバッテリー制御技術に加えて、ユーザーの行動パターンを学習して充電速度を調節することでさらなるバッテリーの長寿命化を実現する「いたわり充電」が追加された。
カメラ周りでは、スマートフォン初の5軸手ブレ補正のほか、薄暗い場所でも高速AFを実現した「レーザーAFセンサー」や、撮影時の光源を認識することで自然な色彩で撮影が可能な「RGBC-IRセンサー」が搭載された。
デザイン面では、バックパネルに神戸製鋼所が開発した高輝度・高純度のメタル素材ALKALEIDOが採用され、より高級感のあるデザインとなった。
なお、本機よりUSB端子が従来のMicro USBからUSB Type-Cに変更となった。
PS4の人気ゲームシリーズ「龍が如く６ 命の詩。」とのコラボレーションが実施され、CMが製作されたほか、オリジナル背面カバー全7種が販売され、ゲーム中にXperia XZが登場した。
キャッチコピーは「美しく撮る、ハイレゾを聴く。その手に新たなよろこびを。」である。また、通常CMでは「だから私はXperia」と締めくくられるところを、上記の龍が如くとのコラボレーションCMでは主人公の桐生一馬のイメージに合わせてか「だから 私 俺はXperia」に変更されていた。

## 歴史
- 2016年9月1日（現地時間） - ドイツ・ベルリンで開催されるIFA2016に合わせてXperia XZのグローバルモデルを発表。この時点で日本国内での販売も予告された。[2]
- 2016年10月18日 - KDDI[3]、およびソニーモバイルコミュニケーションズジャパンより公式発表。また、Android 7.0 へのアップデート予定機種として発表[4]。
- 2016年11月2日 - 発売開始。

## その他の機能
※PC向けWebブラウザが標準装備されている。携帯向けサイト(EZWeb)は他のスマートフォンやPCと同じく閲覧不可。
| 主な機能・対応サービス | 主な機能・対応サービス | 主な機能・対応サービス | 主な機能・対応サービス |
| ---------------------- | ---------------------- | ---------------------- | ---------------------- |
|                        |                        |                        |                        |
|                        |                        |                        |                        |
|                        |                        |                        |                        |
|                        |                        |                        |                        |
|                        |                        |                        |                        |
|                        |                        |                        |                        |

## アップデート
2016年12月13日のアップデート
ビルド番号：39.0.C.1.24
- セキュリティ機能の改善 (セキュリティパッチレベルを2016年12月へ更新)

2017年1月18日のアップデート
ビルド番号：39.2.C.0.203
- Android 7.0 へアップデート
  - マルチウィンドウ
  - データセーバー
  - 電話・連絡先アプリの更新
  - セキュリティ機能の改善 (セキュリティパッチレベルを2017年1月1日へ更新)

2017年3月14日のアップデート
ビルド番号：39.2.C.0.226
- おサイフケータイ対応アプリ利用時にエラーメッセージが表示される事象の改善。
- セキュリティ機能の改善 (セキュリティパッチレベルを2017年2月1日へ更新)

2017年4月11日のアップデート
ビルド番号：39.2.C.0.239
- セキュリティ機能の改善 (セキュリティパッチレベルを2017年4月1日へ更新)

2017年6月22日のアップデート
ビルド番号 ： 39.2.C.0.266
- セキュリティ機能の改善 (セキュリティパッチレベルを2017年6月1日へ更新)

2017年8月22日のアップデート
ビルド番号：39.2.C.0.287
- セキュリティ機能の改善 (セキュリティパッチレベルを2017年8月1日へ更新)

2017年10月17日のアップデート
ビルド番号：39.2.C.0.304
- セキュリティ機能の改善 (セキュリティパッチレベルを2017年10月1日へ更新)

2017年11月28日のアップデート
ビルド番号：39.2.C.0.311
- セキュリティ機能の改善 (セキュリティパッチレベルを2017年11月1日へ更新)

2018年2月21日のアップデート
ビルド番号：41.3.C.0.297
- Android 8.0 へアップデート
  - 通知の改善と仕様変更
  - 連絡先アプリの改善
    - 画面構成の変更
    - 「ラベル機能」の追加

  - PIP（ピクチャー・イン・ピクチャー）の追加
  - セキュリティ機能の改善 (セキュリティパッチレベルを2018年2月1日へ更新)

2018年3月23日のアップデート
ビルド番号：41.3.C.0.303
- 「世界データ定額」利用時の動作改善

2018年4月19日のアップデート
ビルド番号：41.3.C.1.50
- セキュリティ機能の改善 (セキュリティパッチレベルを2018年4月1日へ更新)

2018年6月28日のアップデート
ビルド番号：41.3.C.1.89
- スヌーズ通知が消えない場合がある事象の改善
- セキュリティ機能の改善 (セキュリティパッチレベルを2018年6月1日へ更新)

2018年8月28日のアップデート
ビルド番号：41.3.C.1.120
- セキュリティ機能の改善 (セキュリティパッチレベルを2018年8月1日へ更新)

2018年10月30日のアップデート
ビルド番号：41.3.C.1.147
- セキュリティ機能の改善 (セキュリティパッチレベルを2018年10月1日へ更新)